# Joseph Vũ Duy Thống
Joseph Vũ Duy Thống (ur. 2 lipca 1952 w Thái Bình, zm. 1 marca 2017 w Ho Chi Minh) – wietnamski duchowny katolicki, biskup pomocniczy Ho Chi Minh 2001-2009 i biskup diecezjalny Phan Thiết 2009-2017.

## Życiorys
Święcenia kapłańskie otrzymał 26 października 1985 i został inkardynowany do archidiecezji Ho Chi Minh. Po święceniach został proboszczem w Bach Dang, zaś w 1992 został studentem Instytutu Katolickiego w Paryżu, gdzie sześć lat później uzyskał tytuł magistra. Po powrocie do kraju został wykładowcą seminarium w Ho Chi Minh.
14 lipca 2001 papież Jan Paweł II mianował go biskupem pomocniczym Ho Chi Minh ze stolicą tytularną Tortibulum. 17 sierpnia tego samego roku z rąk arcybiskupa Jeana Phạm Minh Mẫn przyjął sakrę biskupią. 25 lipca 2009 mianowany biskupem diecezjalnym Phan Thiết. Funkcję sprawował do swojej śmierci.
Zmarł 1 marca 2017.